# Бінарний опціон
Біна́рний опціо́н, цифрови́й опціо́н або дигіта́льний опціо́н (англ. binary option, digital option, або англ. all-or-nothing) — це опціон, який приносить фіксований прибуток або не приносить нічого, залежно від виконання умови у момент закінчення терміну дії опціону.
Зазвичай йдеться про те, чи буде біржова ціна на базовий актив вище (або нижче) певного рівня. Фіксована виплата виробляється в разі виграшу опціону, незалежно від міри зміни ціни (наскільки вона вища або нижча).
Бінарні опціони відомі також як опціони «все або нічого» (all-or-nothing options), оскільки вони або приносять прибуток («все») або не приносять нічого. Таким чином, прибуток фіксований, і тому подібні опціони відомі також як опціони з фіксованим прибутком (Fros-fixed Return Options).
Бінарні опціони дозволяють точно знати розмір виплати і можливих ризиків ще до укладення контракту, що забезпечує можливість простіше управляти великою кількістю торговельних операцій.
Спочатку бінарний опціон вважався екзотичним і не мав широкого вторинного ринку. Тому зазвичай він не міг перепродаватися іншій особі. У травні 2008 року Американська фондова біржа (AMEX) і Чиказька біржа опціонів (CBOE) почали систематичну торгівлю бінарними опціонами, а в червні 2008 року стандартизували ці контракти, що дозволяє їм мати зараз безперервне біржове котирування.
Бінарні контракти доступні на основі безлічі базових активів: акції, товари, валюти і індекси.
Газета «The Times of Israel» опублікувала серію статей «Вовки Тель-Авіва: Грандіозний аморальний обман бінарних опціонів», виставляючи галузь бінарних опціонів як велику аферу. [1] [2]
Американська Комісія з торгівлі товарними ф'ючерсами попереджає, що бінарні онлайн-майданчики вводять користувачів в оману, обіцяючи величезні виграші при обмеженому ризику. В реальності користувачі втрачали всі гроші протягом декількох днів або максимум тижнів, а компанії отримували більший прибуток.
Американські регулятори (Комісія з цінних паперів і бірж та Комісія з торгівлі товарними ф'ючерсами) видали «Попередження інвесторам», у якому роз'яснюють, що законні платформи з торгівлі бінарними опціонами повинні відповідати безлічі правил, повинні самі реєструватися особливим чином, а також зобов'язані реєструвати інвестиційні продукти, якими торгують. На практиці в США жодна інтернет-платформа, брокер і подібна організація не мають таких реєстрацій [3].
У березні 2016 року ізраїльський регулятор Israel Securities Authority повністю заборонив торгівлю бінарними опціонами в країні і наказав прибрати з сайтів брокерських компаній згадки про цю послугу [3].
Французький фінансовий регулятор Authorité des Marchés Financiers (AMF) публікує списки сайтів бінарних трейдерів, чию діяльність він вважає неприпустимою або сумнівною. На квітень 2016 року в «чорному списку» 276 інтернет-адрес [4].
В кінці березня 2016 року канадський регулятор IIROC випустив повідомлення про те, що «в Канаді не зареєстровано жодного бізнесу, який має право продавати бінарні опціони» [3].
Комісія SEC випустила спеціальний проспект у форматі шахрайських схем із застосуванням бінарних опціонів [5].

## Різниця між бінарними і традиційними опціонами (vanilla options)
Бінарні опціони схожі із звичайними опціонами в тому сенсі, що виплати за ними залежать від ціни базового активу у момент закінчення дії контракту. Проте, в бінарних опціонах значення має лише напрям зміни ціни активу, але не величина цієї зміни.
Головна відмінність бінарних опціонів від традиційних — це масштаб потенційного прибутку або збитку. Бінарні опціони відомі також як опціони з фіксованим прибутком (FRO), так як в контракті дохід визначений заздалегідь на відміну від звичайних.